# Consonne fricative rétroflexe voisée
Cette page contient des caractères spéciaux ou non latins. S’ils s’affichent mal (▯, ?, etc.), consultez la page d’aide Unicode.
La consonne fricative rétroflexe voisée est un son utilisé dans quelques langues naturelles. Son symbole dans l'alphabet phonétique international est [ʐ], la lettre latine z minuscule avec un crochet rétroflexe (descendant vers la droite), accroché à l'extrémité de sa traverse inférieure.

## Caractéristiques
- Son mode d'articulation est fricatif, ce qui signifie qu’elle est produite en contractant l’air à travers une voie étroite au point d’articulation, causant de la turbulence.
- Son point d’articulation est rétroflexe, ce qui signifie qu'elle est articulée avec la pointe de la langue retournée contre le palais.
- Sa phonation est voisée, ce qui signifie que les cordes vocales vibrent lors de l’articulation.
- C'est une consonne orale, ce qui signifie que l'air ne s’échappe que par la bouche.
- C'est une consonne centrale, ce qui signifie qu’elle est produite en laissant l'air passer au-dessus du milieu de la langue, plutôt que par les côtés.
- Son mécanisme de courant d'air est égressif pulmonaire, ce qui signifie qu'elle est articulée en poussant l'air par les poumons et à travers le chenal vocatoire, plutôt que par la glotte ou la bouche.

## En français
Le français ne possède pas le [ʐ].

## Autres langues
En mandarin, le [ʐ] et le [ɻ] sont allophones, notés r en pinyin.
En tibétain, le [ʐ] possède un équivalent aspiré. Il est généralement noté r et rh en translittération Wylie.
En polonais, la lettre ż et le digramme rz sont prononcés [ʐ].
En sicilien, le digramme rr est prononcé [ʐ].
En espagnol des régions de Cuyo et du Nord-Ouest argentin, le r en position initiale ou le rr intervocalique sont assibilisés (et sont perçus comme une sorte de sifflement).